# Nättraby kyrka
Nättraby kyrka är en kyrkobyggnad som tillhör Nättraby-Hasslö församling, Lunds stift och Karlskrona kommun. Den ligger centralt i Nättraby öster om Nättrabyån. På sommaren kan man åka med båten Axel från centrala Karlskrona upp längs Nättrabyån och fram till kyrkan där båten lägger till på andra sidan bron, mitt emot kyrkan. På kyrkogården är flera kända personer begravna, bland dem skeppkonstruktören överste Johan Aron af Borneman samt bonden Vittus Andersson, som begravdes år 1688 och en minnessten är uppsatt över graven. En klockstapel från 1786 står på en kulle utanför kyrkogården.

## Kyrkobyggnaden
Kyrkan i spritputsad gråsten är uppförd på 1100-talet och sägs vara en av Blekinges äldsta kyrkor i oförändrat skick. Kyrkobyggnaden är en typisk romansk anläggning och består av långhus, kor och absid. Ett torn anses funnits i väster. Västgaveln stöds av strävpelare. Ett vapenhus på sydvästra sidan har troligen tillkommit under 1500-talet och uppges vara renoverat tidigast 1796. Långhusets och korets innertak består av plant trätak. Absiden är försedd med ett hjälmvalv. En större triumfbåge avskiljer koret och den mindre absiden.
Den senaste exteriöra restaureringen utfördes under sommaren 2015 av en murarfirma från Bräkne-Hoby. Fasaden lagades och kalkades och fönster och smide renoverades. Absidens spåntak tjärades. 2017-2018 skedde en större inre renovering då bl.a. golvvärme och ny belysning installerades. Skärmväggen med altaruppsatsen togs bort och korabsiden öppnades.

## Inventarier
- Triumfkrucifix daterat till 1400-talet.
- Dopfunt i trä från 1692 och består av fyra kvinnliga hermer som bär upp en skål.
- Altaret är murat i gråsten.
- Predikstol i ek, målad, förgylld och fösedd med ljudtak. Förfärdigad 1693, troligen av Åke Truet eller Truedsson. Korgen är indelad i fem fält med snidade motiv av: Skapelsen-Syndafallet-Syndafloden-Jesu födelse-Korsfästelsen-Uppståndelsen. Ljudtaket kröns av en skulpterad framställning av himmelsfärden.
- Bänkinredningen är sluten och tillkom 1677.
- Under korbågen finns en prästbänk från 1600-talet.
- Orgelläktaren byggdes 1686. Speglarna är prydda med bilder av Profeter i Gamla testamentet.

## Kyrkklockor
- Storklockan göts 1713 av klockjutare Martin Wetterholtz i Karlskrona.
- Lillklockan göts 1920. Den ersatte en tidigare lillklocka, som förmodat var den inköpt 1752 i Karlskrona av Tyska Församlingen och som sprack 1915.

## Bildgalleri

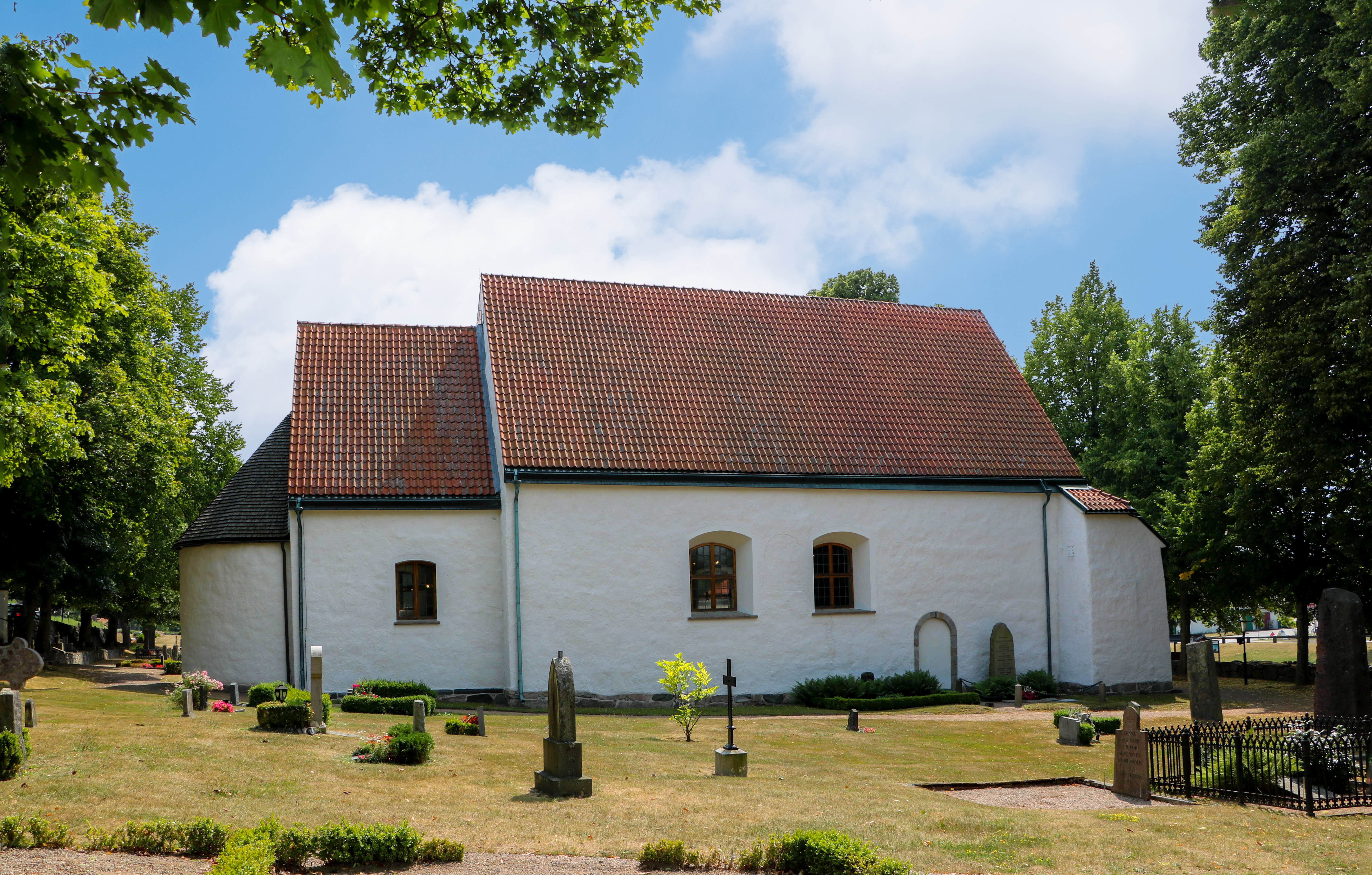
Exteriör från nord
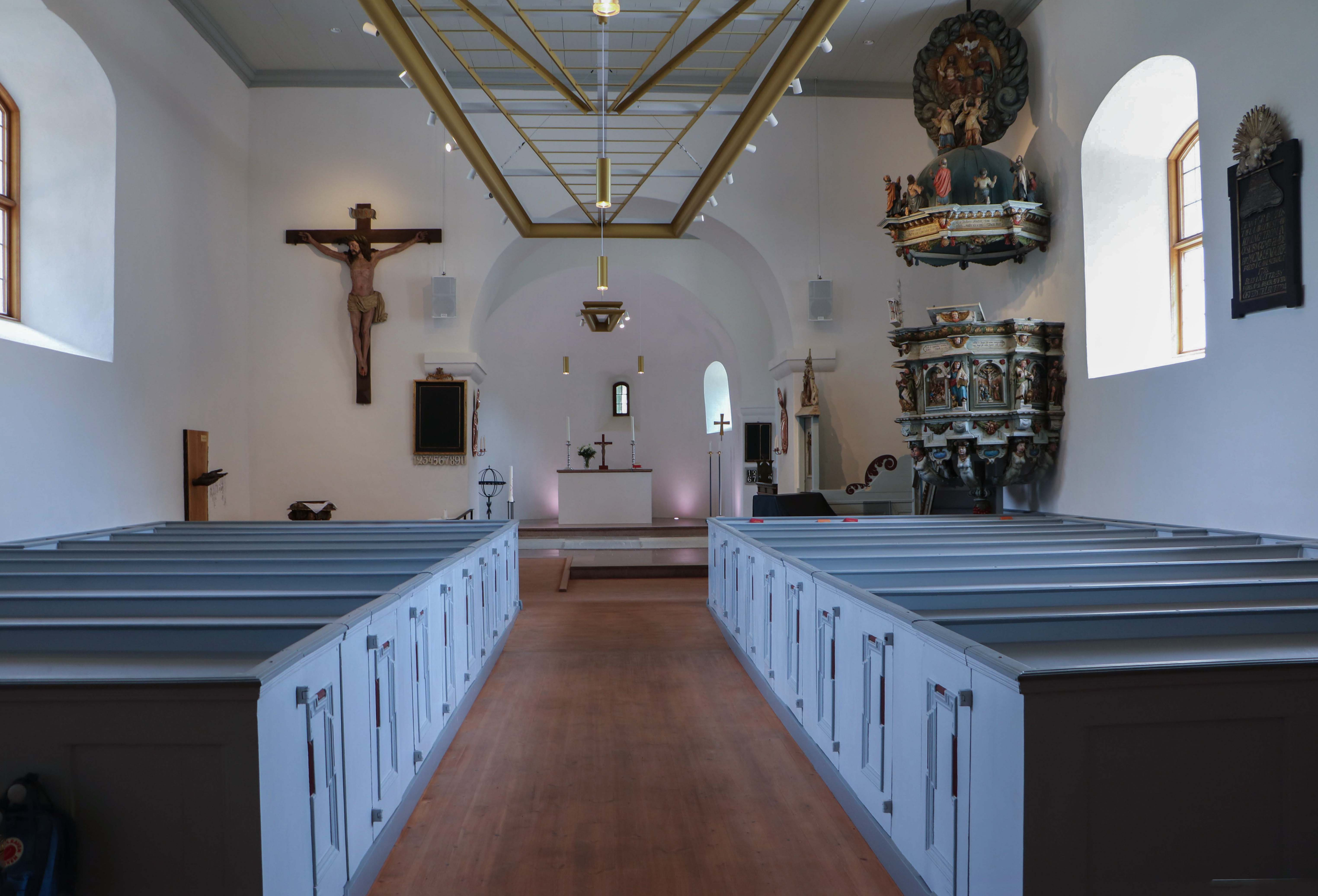
Interiör mot öster
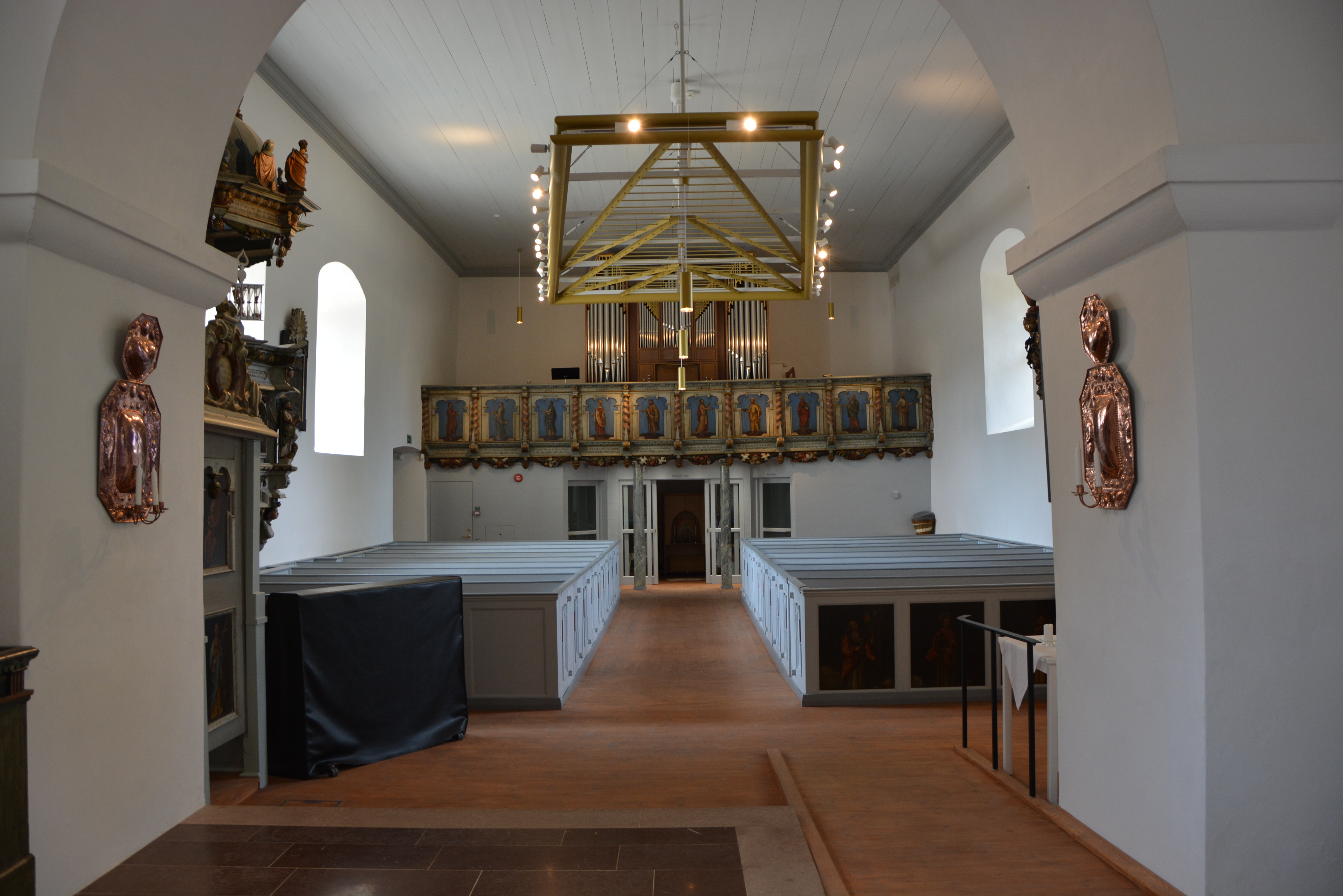
Interiör mot väster
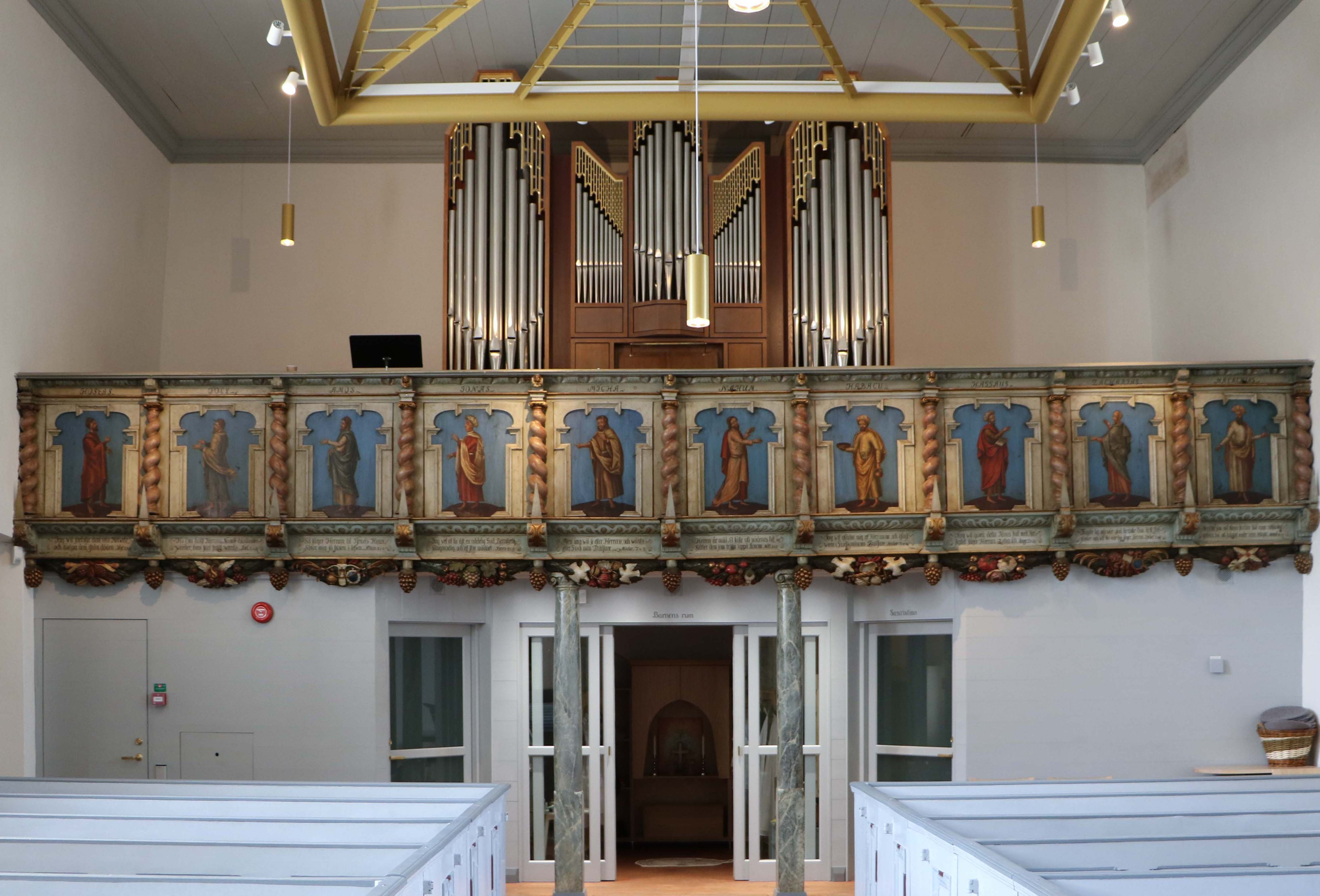
Orgelläktaren dekorerad med profetgestalter
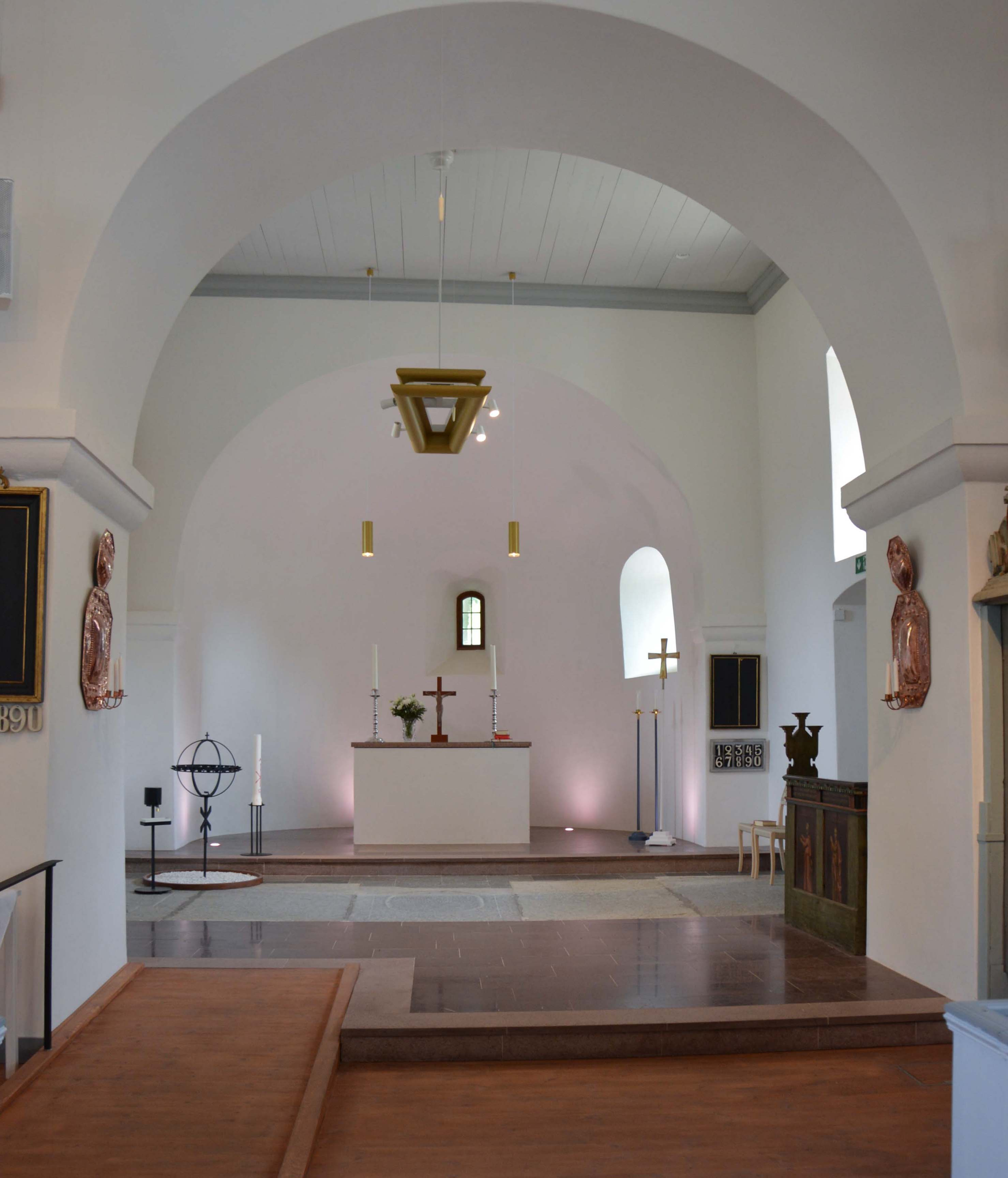
Koret
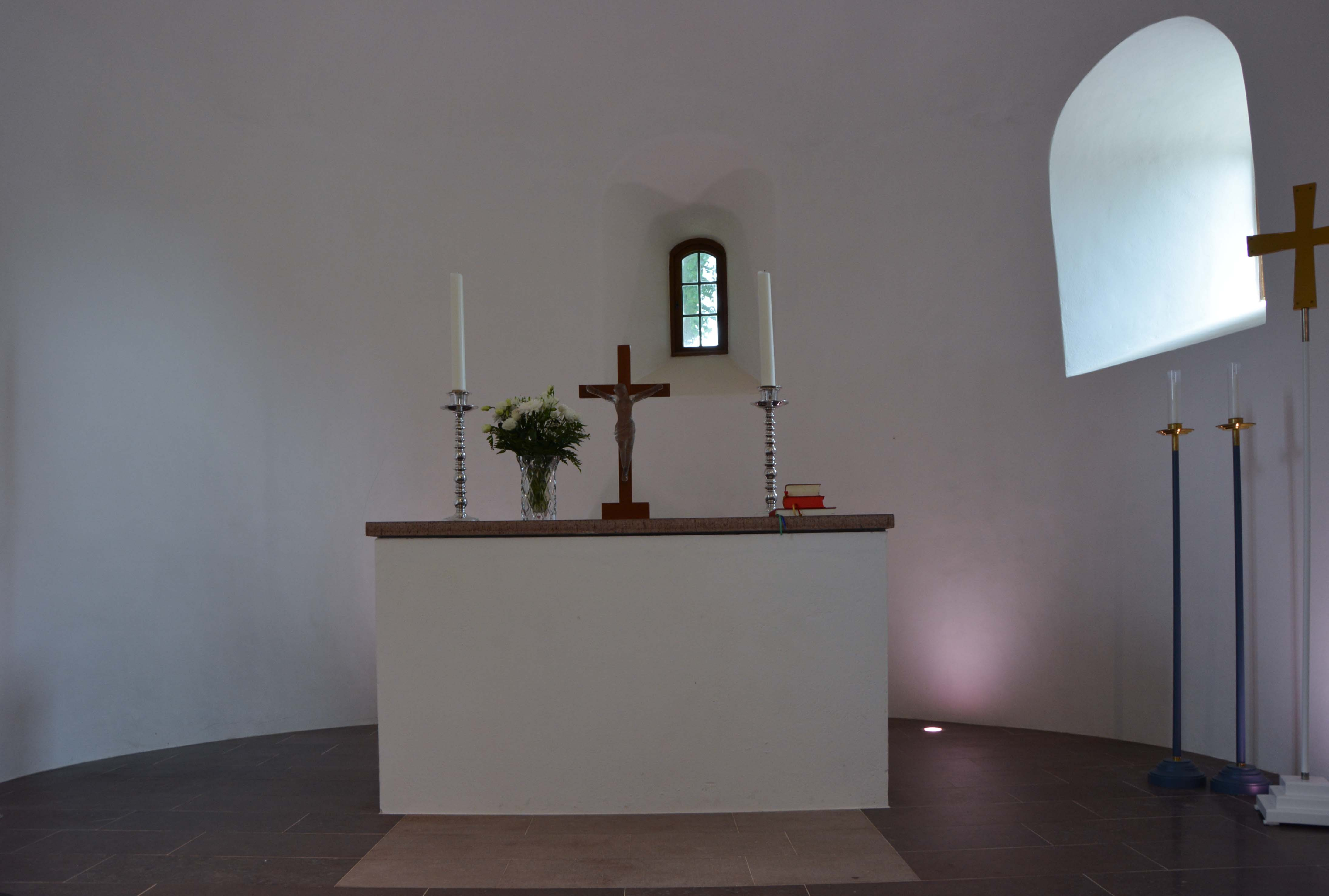
Altaret
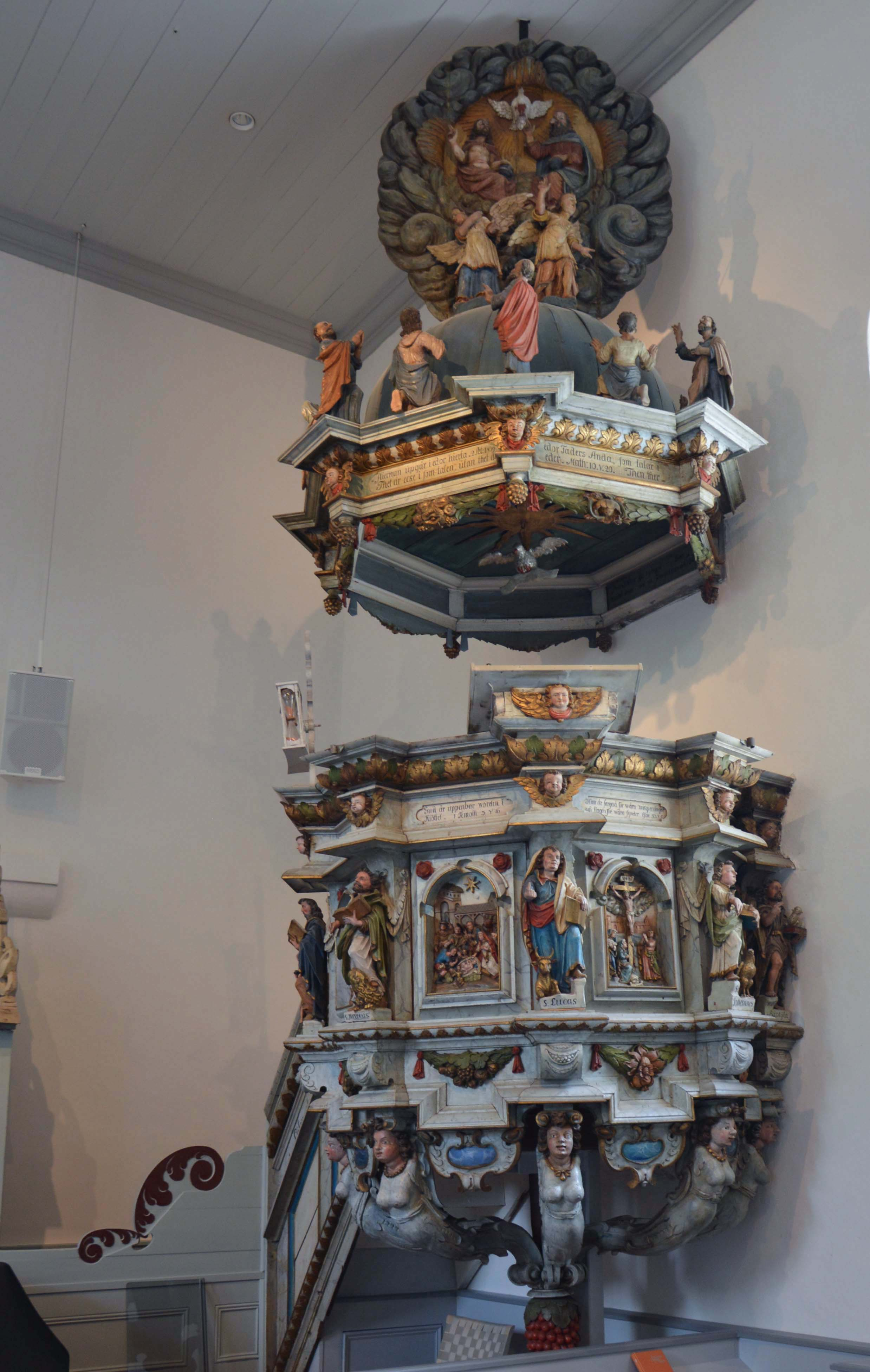
Predikstolen
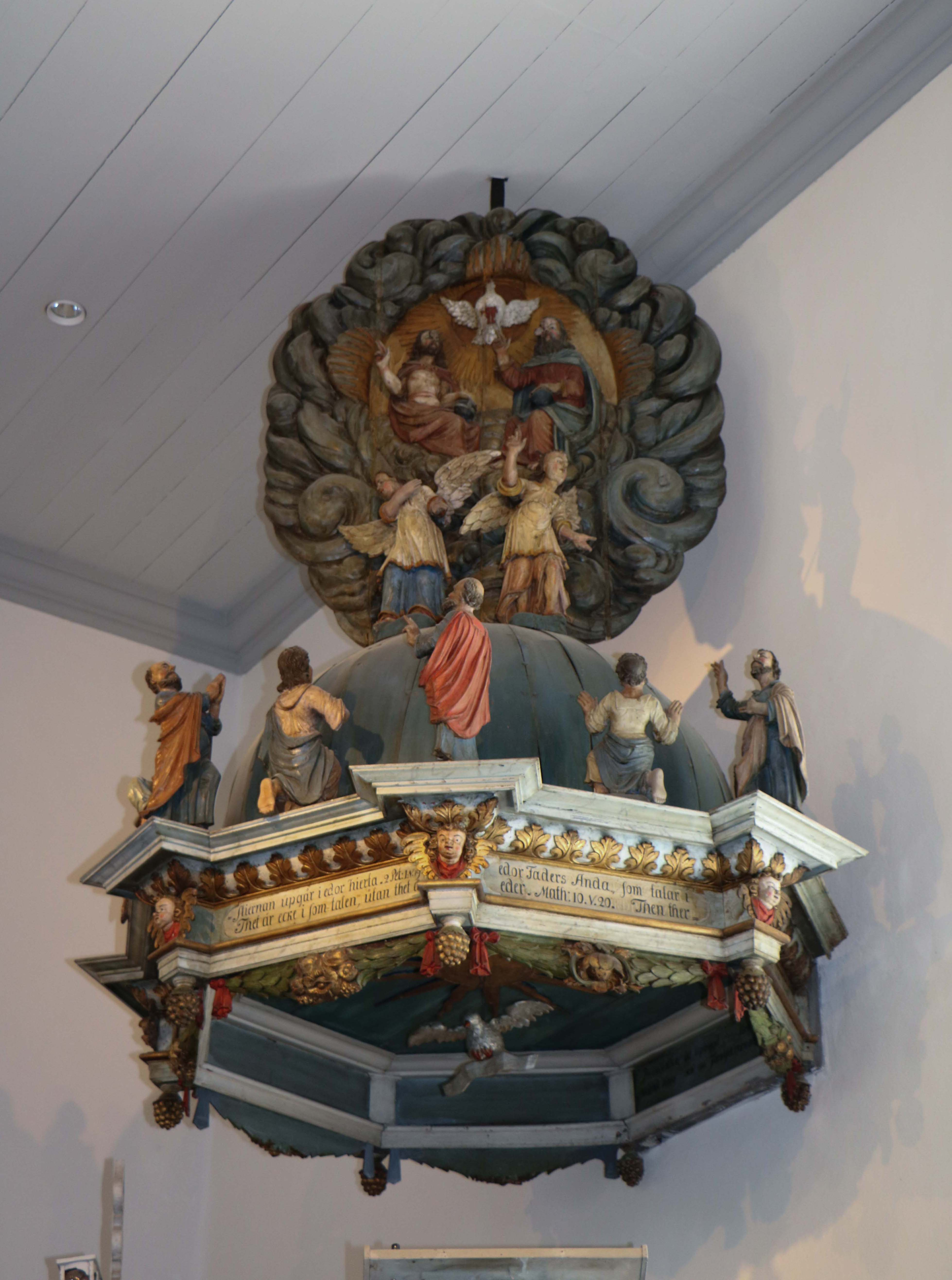
Predikstolens baldakin
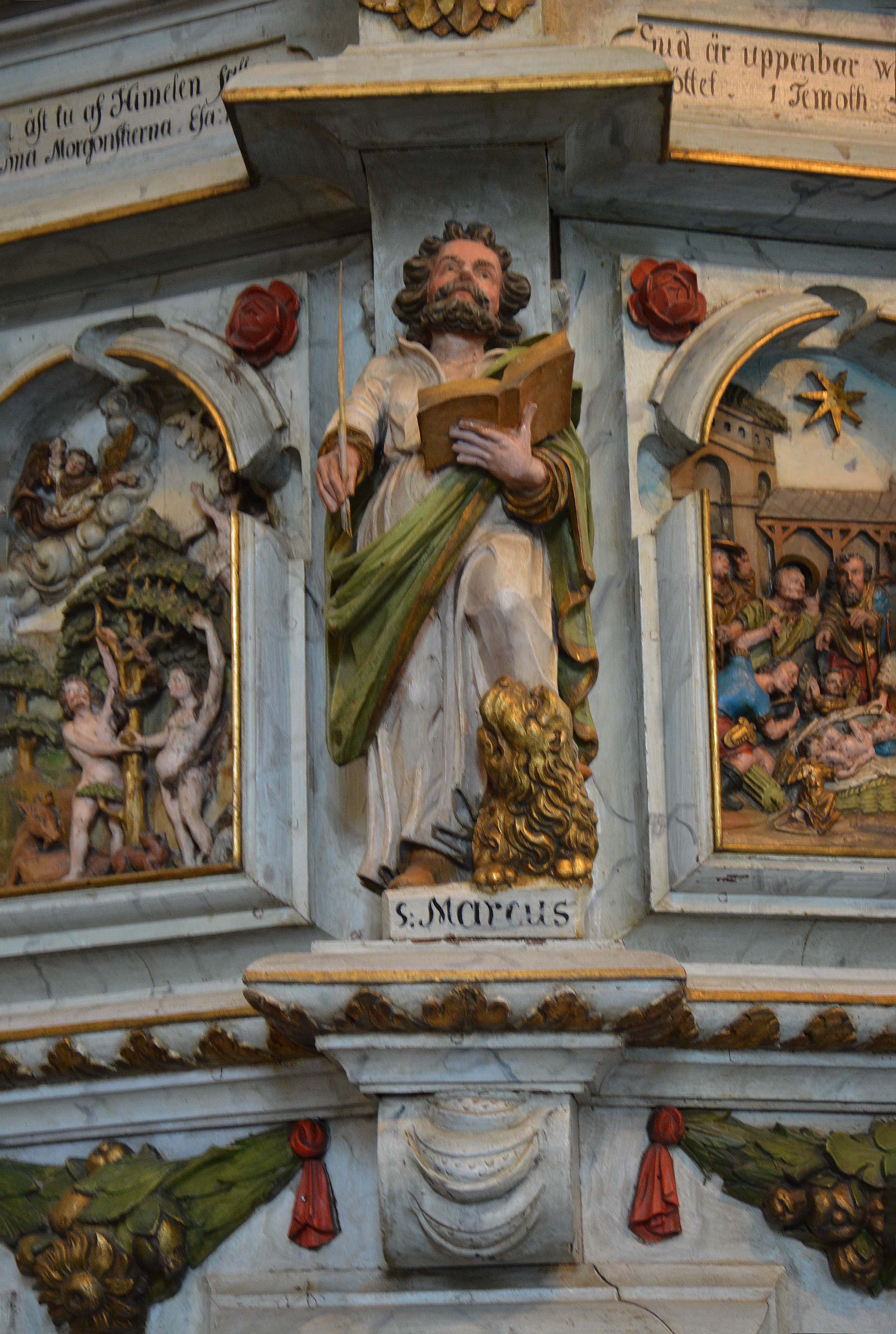
Evangelisten Markus
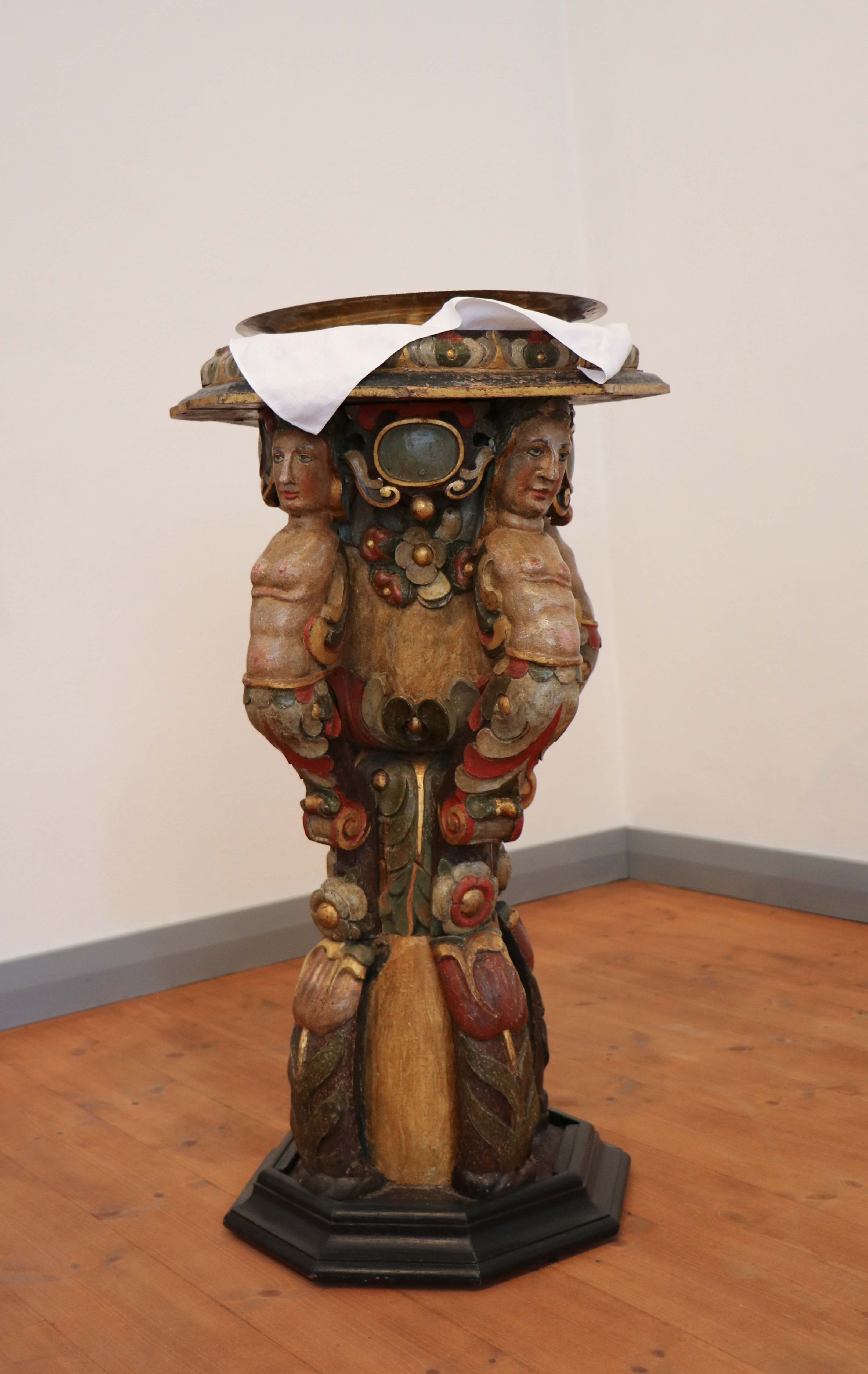
Dopfunt
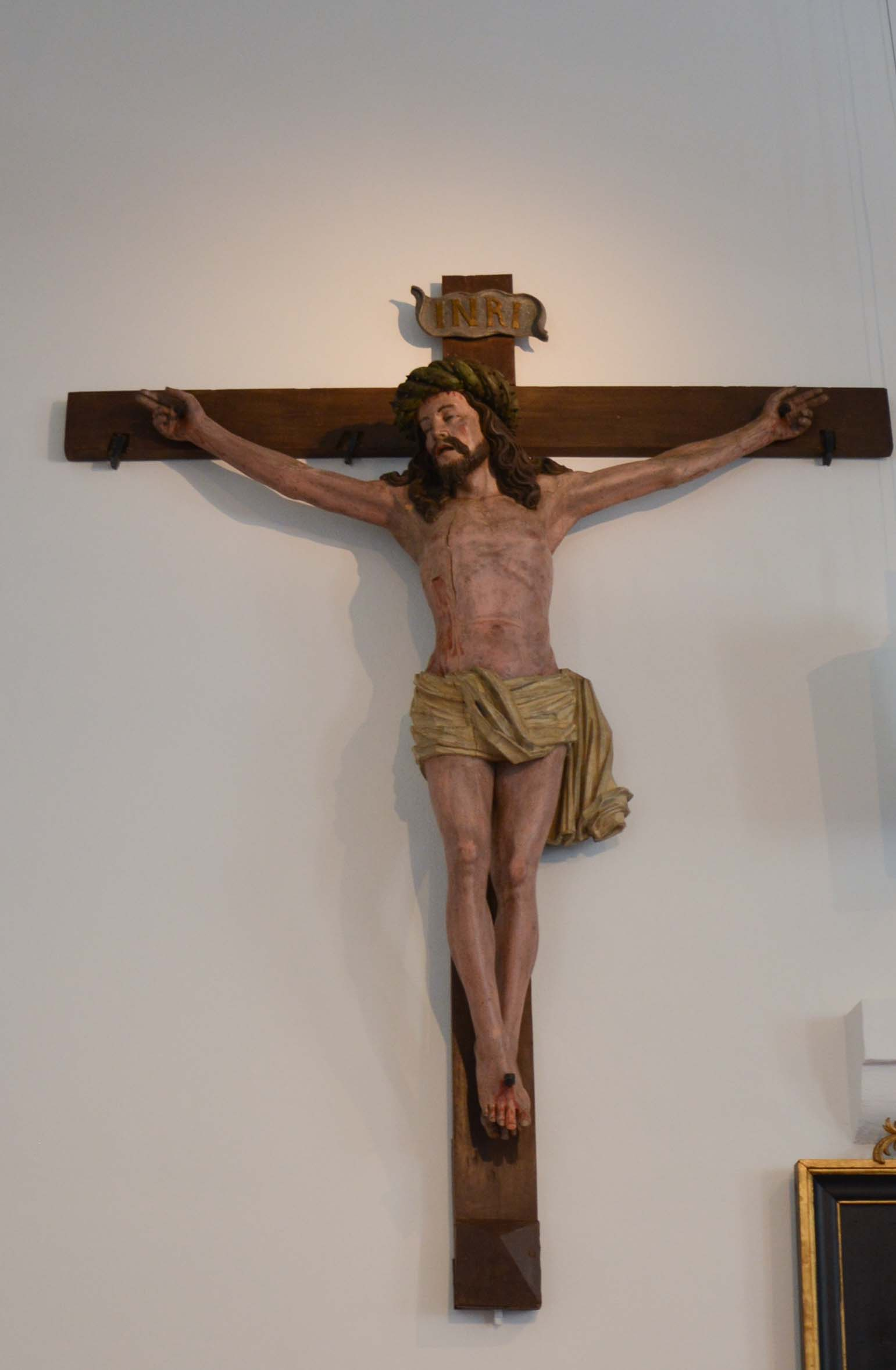
Triumkrucifixet
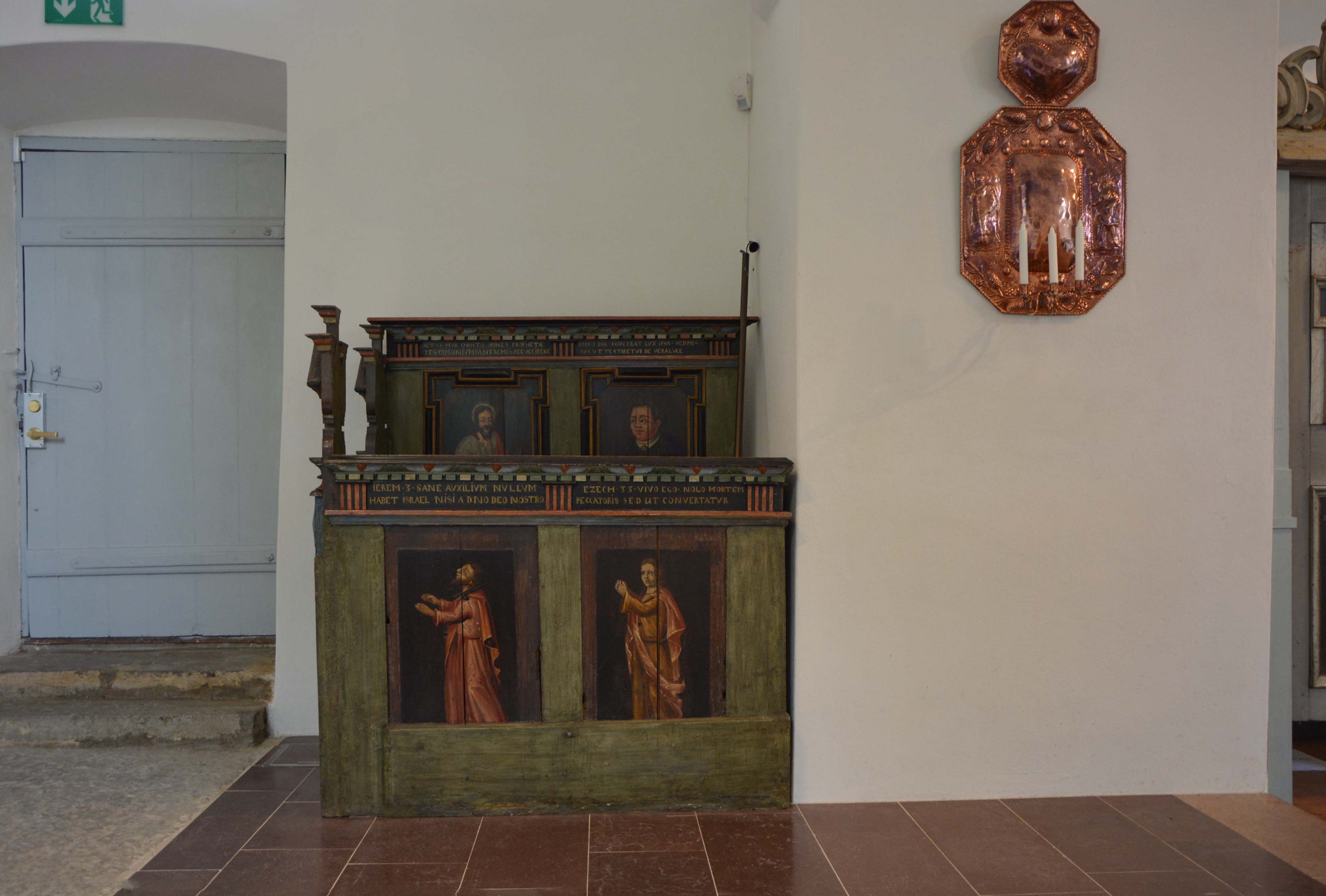
Prästbänken
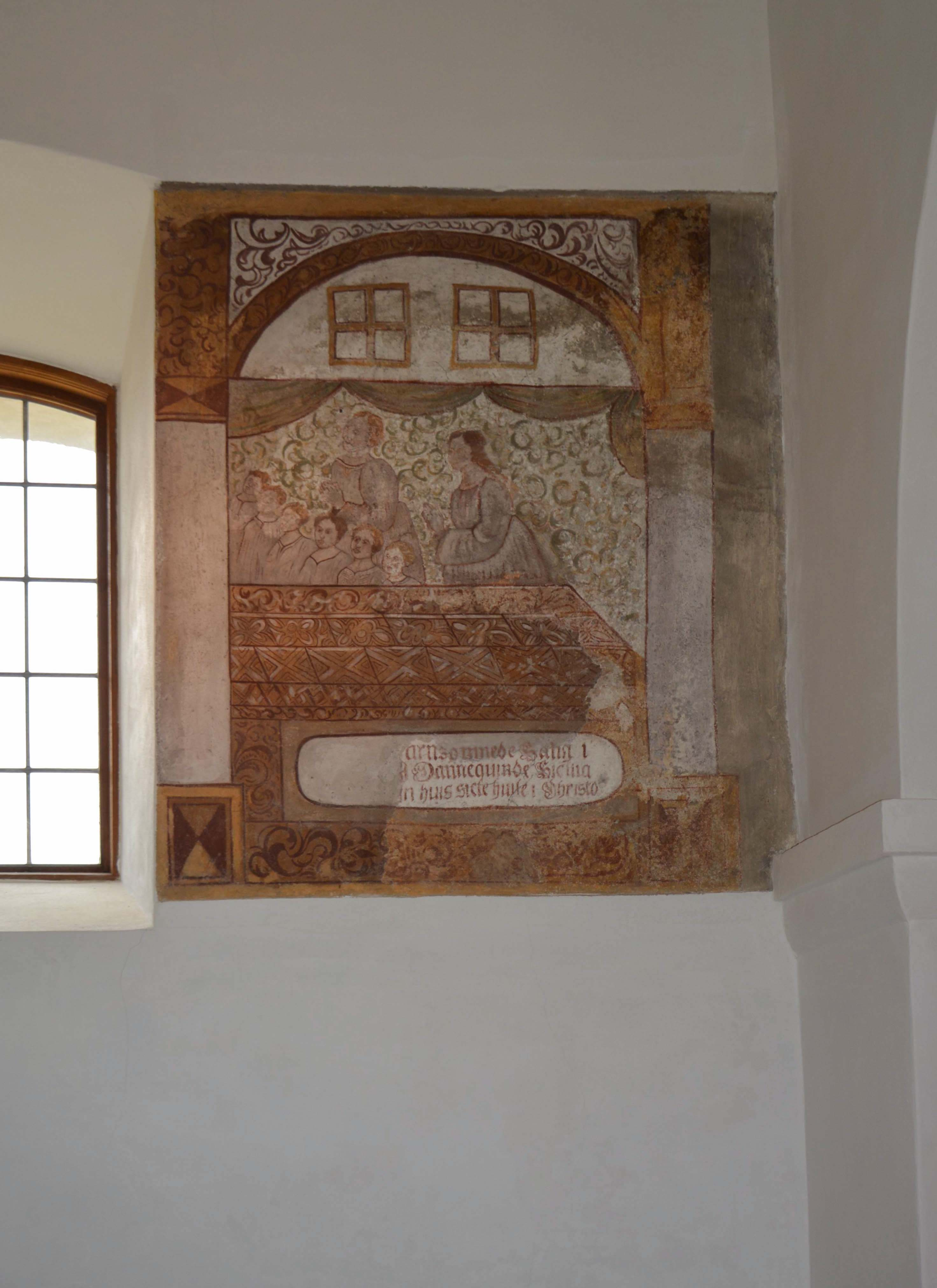
Muralmålning

## Orglar

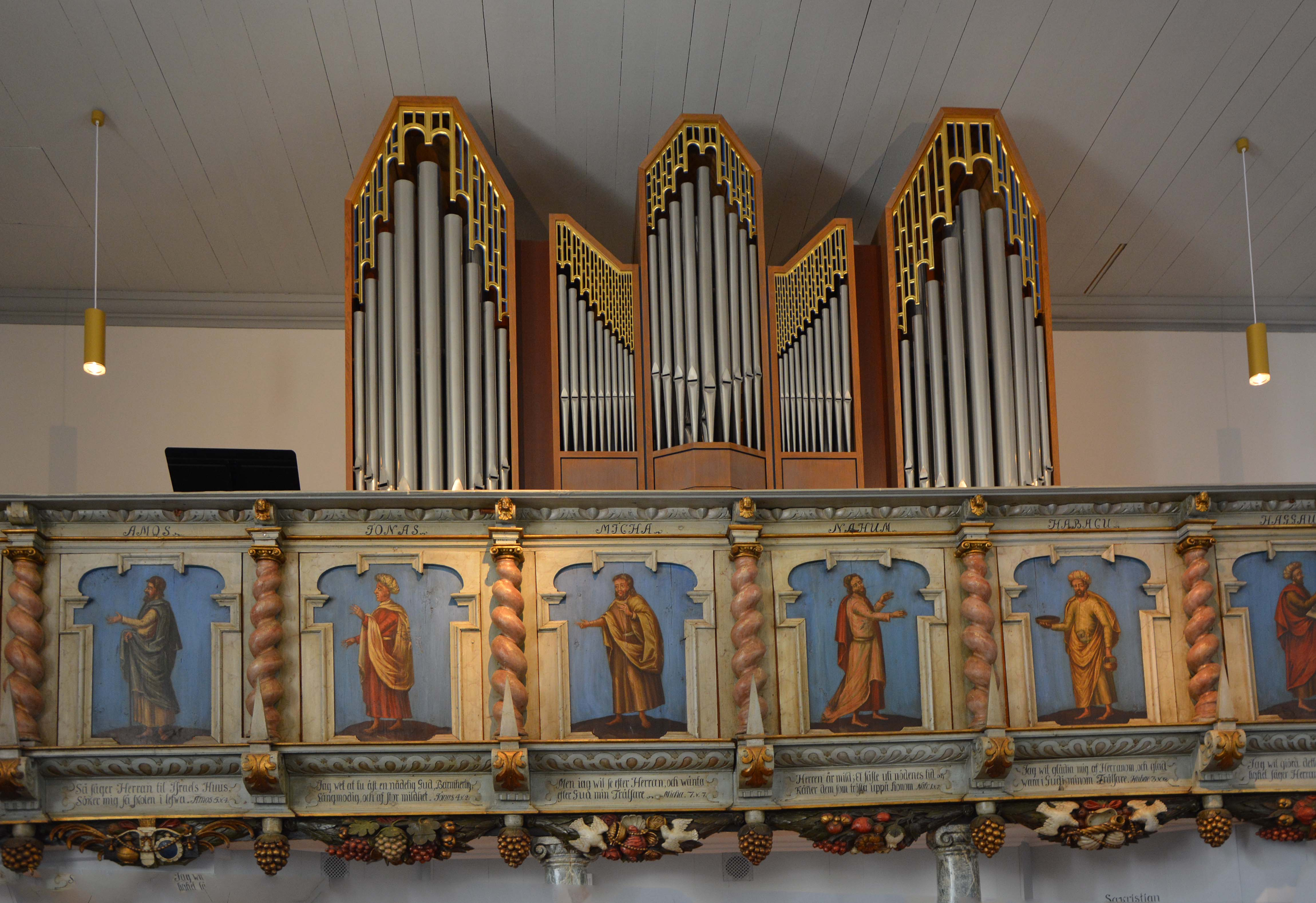
Orgeln

- 1910 byggde Eskil Lundén, Göteborg en orgel med sex stämmor.
- 1961 byggde Max Bader Orgelbau i Tyskland en ny orgel med tio stämmor och med mekanisk traktur och registratur.

| Huvudverk (I)   | Svällverk (II)     | Pedalverk (P)    | Koppel |
| --------------- | ------------------ | ---------------- | ------ |
| Gedackt 8'      | Singend Gedackt 8' | Subbas 16'       | I/P    |
| Principal 4'    | Nachthorn 4'       | Gedacktpommer 4' | II/P   |
| Schwiegel 2'    | Principal 2'       |                  | II/I   |
| Mixtur 3-4 chor | Quinta 1 1⁄3'      |                  |        |

- Den nuvarande orgeln byggdes av Poul-Gerhard Andersen 1991 och har 24 stämmor och mekanisk traktur och registratur.

| Huduverk (I) C-g3 | Svällverk (II) C-g3 | Pedalverk (P) C-f1   | Koppel |
| ----------------- | ------------------- | -------------------- | ------ |
| Principal 8'      | Rörflöjte 8'        | Subbas 16'           | I/P    |
| Spilflöjte 8'     | Fugara 8'           | Bordun 8'            | II/P   |
| Oktav 4'          | Principal 4'        | Oktav 4'             | II/I   |
| Daekflöjte 4'     | Kobbelfleut 4'      | Rauschquint II Chor. |        |
| Quint 2 2⁄3'      | Rörqvint 2 2⁄3'     | Fagot 16'            |        |
| Oktav 2'          | Spilflöjte 2'       | Skalmeje 4'          |        |
| Mixtur III Chor.  | Terts 1 3⁄5'        |                      |        |
| Trompet 8'        | Nasat 1 1⁄3'        |                      |        |
|                   | Oktav 1'            |                      |        |
|                   | Vox Humana 8'       |                      |        |
|                   | Tremulant           |                      |        |